# Baraboj (Dorf)
Baraboj (ukrainisch Барабой; russisch Барабой Baraboi) ist ein Dorf in der ukrainischen Oblast Odessa mit etwa 1500 Einwohnern (2001).

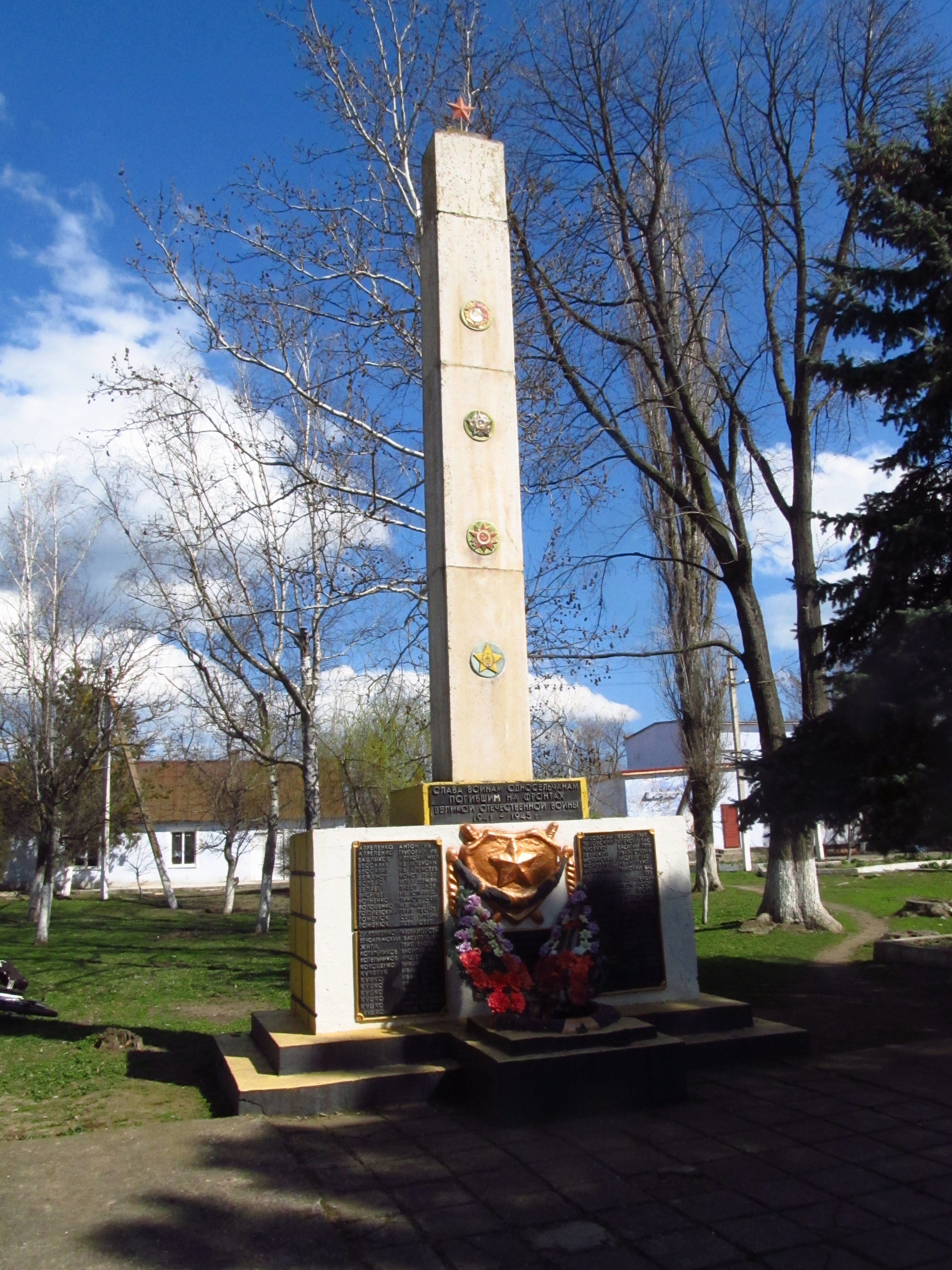
Weltkriegsdenkmal im Dorf

Das 1794 gegründete Dorf (eine weiter Quelle besagt, dass das Dorf in der Mitte des 19. Jahrhunderts an der Stelle ehemaliger tatarischer Dörfer gegründet wurde) liegt auf einer Höhe von 15 m am Ufer des 71 km langen Baraboj, einem Zufluss zum Schwarzen Meer, 8 km nördlich vom Gemeindezentrum Dalnyk, 8 km nordöstlich vom ehemaligen Rajonzentrum Owidiopol und 30 km südwestlich vom Oblastzentrum Odessa.
Durch das Dorf verläuft die Fernstraße N 33 (Regionalstraße P–70). Es besitzt eine Bahnstation an der Bahnstrecke Odessa–Basarabeasca.
Am 4. August 2017 wurde das Dorf ein Teil der Landgemeinde Dalnyk im Rajon Owidiopol; bis dahin bildete es zusammen mit der Ansiedlung Bohatyriwka (Богатирівка) die Landratsgemeinde Baraboj (Барабойська сільська рада/Barabojska silska rada) im Zentrum des Rajons Owidiopol.
Am 17. Juli 2020 wurde der Ort Teil des Rajons Odessa.